# Jagdstaffel D.S.T.
Die Jagdstaffel D.S.T. (auch Jagdstaffel Deutsch Stolz Treu, gegründet als Jagdstaffel Süd) war eine von 2009 bis 2012 bestehende rechtsextremistische Gruppierung in Bayern mit dem Schwerpunkt in München und Geretsried. Im Auftreten ähnelte die Gruppe dem Rocker-Milieu: Neben einheitlichen schwarzen Lederwesten mit Gruppenlogo gab es eine den Rockergruppen ähnliche Hierarchie mit einfachen Mitgliedern und Amtsträgern, wie dem Präsidenten oder dem Sergeant of Arms. Einige Mitglieder der Gruppe hatten Kontakte zur Rocker-Szene.  Auf dem Logo der Gruppe ist ein als Acht-Achter bekanntes deutsches Flak aus der Zeit des Zweiten Weltkriegs abgebildet, das auf die in der Neonazizahlsymbolik verbreitete 88 = HH = „Heil Hitler“ hinzeigt. Zur Gruppe gehörten ca. 20 Mitglieder, die die bayerische Polizei sämtlich als gewaltbereit einschätzte, die meisten Mitglieder waren bereits vor ihrer Mitgliedschaft mehrfach strafrechtlich in Erscheinung getreten, unter anderem mit Verstößen gegen das Kriegswaffenkontrollgesetz, Staatsschutz- oder Gewaltdelikten.
Die Gruppe war Ende 2009 in Geretsried von ehemaligen Mitgliedern der Skinheadszene gegründet worden. Seit 2010 ermittelten die Bayerischen Polizeibehörden gegen die Gruppe, die 2011 im Verfassungsschutzbericht Bayern als neonazistisch geführt wird. Anfang 2012 deckte Report München auf, dass die Angehörigen der Gruppe in Tschechien an scharfen Waffen trainiert hatten sowie dass die beiden Chefs der „Jagdstaffel“, Dominik Baumann und Stefan Reiche, im Internet eine Scheinwaffenfirma in der Schweiz betrieben, um sich Zugang zu Waffenmessen zu verschaffen. Baumann hatte bereits 2003 dem Rechtsterroristen Martin Wiese eine Kalaschnikow samt Munition für den Anschlag auf das Jüdische Gemeindezentrum München beschafft.
Am 3. Mai 2012 führten 350 Beamte der bayerischen Polizei eine Großrazzia gegen die Gruppe und ihre Unterstützer durch. Neben rechter Propaganda und NS-Devotionalien wurden auch Waffen und Munition sichergestellt. Gegen 16 Personen wurden daraufhin Ermittlungen wegen Verstößen gegen das Waffenrecht eingeleitet. In der Folge beschloss die Gruppe am 8. Juli 2012 sich aufzulösen, um einem drohenden Verbot zu entgehen.
Die Gruppe nahm regelmäßig bei Aufmärschen und anderen Auftritten anderer rechtsextremistischer Gruppen teil, gelegentlich auch als Ordner; eigene öffentliche Auftritte gab es hingegen nicht. Mit der bayernweiten Neonazi-Vereinigung „Freies Netz Süd“ stand die „Jagdstaffel“ in Verbindung.